# Sydney Pollack
Sydney Irwin Pollack (1. juli 1934 i Lafayette, Indiana, USA – 26. maj 2008) var en amerikansk filminstruktør, producer og skuespiller. 

## Liv og karriere
Hans karriere begyndte i 1960'erne som instruktør på tv-serier som The Fugitive og Alfred Hitchcock Presents. Pollack læste hos Sanford Meisner på Neighborhood Playhouse i New York City, før han begyndte sin skuespillerkarriere. Derefter gik han bag kameraet for at instruere og producere film. Han vandt en Oscar for bedste instruktør for Mit Afrika (1985) og var nomineret til en oscar i samme kategori for They Shoot Horses, Don't They? og Tootsie.
Under indspilningerne til Tootsie skændtes han med hovedrolleindehaveren, Dustin Hoffman, der til sidst overbeviste Pollack om, at han skulle spille rollen som Hoffmans agent i filmen. Deres forhold til hinanden bag kameraet gav deres scener i filmen autenticitet, idet deres filmfigurer også skændes i mange af scenerne.
Pollack har siden påtaget sig flere roller sideløbende med sin instruktør- og producerkarriere. Som karakterskuespiller har han medvirket i film som A Civil Action og Eyes Wide Shut og haft roller i egne film som The Interpreter. Han medvirkede i Woody Allens Husbands and Wives, hvor han spillede en New York-intellektuel i en midtvejskrise. Han havde også en tilbagevendende gæsteoptræden i tv-serien Will & Grace, hvor han spillede Will Trumans (Eric McCormack) upålidelige men kærlige far, George Truman.
Sydney Pollack døde i sit hjem af mavekræft den 26. maj 2008. 

## Filmografi i udvalg
- Tootsie (1982), instruktør og producer.
- Mit Afrika (1985), instruktør og producer.
- Havana (1990), instruktør.
- Firmaets mand (1993), instruktør og producer.
- The Talented Mr. Ripley (1999), executive producer.
- Tilfældige Hjerter (1999), instruktør og skuespiller
- Cold Mountain (2003), producer.
- The Interpreter (2005), instruktør.
- Michael Clayton (2007), producer.
- The Reader (2008), producer.